# Pseudoplatyura okahunensis
Pseudoplatyura okahunensis är en tvåvingeart som först beskrevs av Edwards 1927.  Pseudoplatyura okahunensis ingår i släktet Pseudoplatyura och familjen platthornsmyggor. Inga underarter finns listade i Catalogue of Life.